# 1943年钢制1美分硬币
1943年鋼製1美分硬幣（英語：steelie），是在二戰期間因為銅的短缺而發行的一種鋼製硬幣。此種硬幣由費城鑄幣局，丹佛鑄幣局和舊金山鑄幣局鑄造。有別於成分為青銅的一般硬幣，此種硬幣使用低級鋼材鑄造，並且鍍鋅，顯得十分特殊，更因此擁有許多暱稱，如「wartime cent」、「steel war penny」和「steelie」。「1943年鋼製1美分硬幣」沿用1909年 Victor D. Brenner 的設計，正面鑄有林肯頭像。

## 历史
第二次世界大战期间，銅被使用於大量製造軍事用品（彈藥與其他軍事裝備），因此十分短缺。為縮減對銅的依賴，美国铸币局嘗試多种替代方式（包括其他金属和塑料）以取代当时的标准铜合金。1943年鋼製1美分硬幣最终采用镀锌钢材制造。这些硬币由三个铸造厂制造：费城铸币局，丹佛铸币局和旧金山铸币局。后两者铸造的硬币在年号下方分别有“D”与“S”的标记。
然而，令人頭大的問題漸漸浮現。新铸出的硬币，經常与10美分硬币相混淆。本來是使用铜质一美分的自动售货机用以辨識假幣的磁鐵無法辨識造假的鋼幣與真鋼幣。又因鋅鍍層沒有覆蓋硬幣的邊緣，汗液很快就使得金屬開始生锈。在公众的强烈抗议之下， 美国铸币局开始研發新的製作方式，採用回收的黃銅彈殼與纯铜制成接近于1941-42年成分的標準合金。这種方式被1944-46年的硬币所采用，戰後銅的供應不再吃緊，又恢复战前的鑄造成分。 这些硬币直至20世纪60年代仍在流通，但是铸币局已经回收并销毁了大部分的1943年鋼製1美分硬幣。
1943年鋼製1美分硬幣是美国唯一出现自動售貨機磁铁识别问题的硬币，也是美国唯一发行的不含铜硬币(即使是美国21.6到22克拉金币，通常也包含了5.33%到10% 的铜)。